# Rue du Pinson (Bruxelles)
Pour les articles homonymes, voir Rue du Pinson.
La rue du Pinson (en néerlandais: Vinkstraat) est une rue bruxelloise de la commune de Watermael-Boitsfort qui va de la drève du Duc à l'avenue des Ortolans en passant par la drève de La Brise, l'avenue de l'Hermine, l'avenue de la Tenderie, l'avenue de l'Arbalète et le square de l'Arbalète.
Le pinson est un petit passereau granivore commun d'Europe.